# Kraftwerk Forstsee

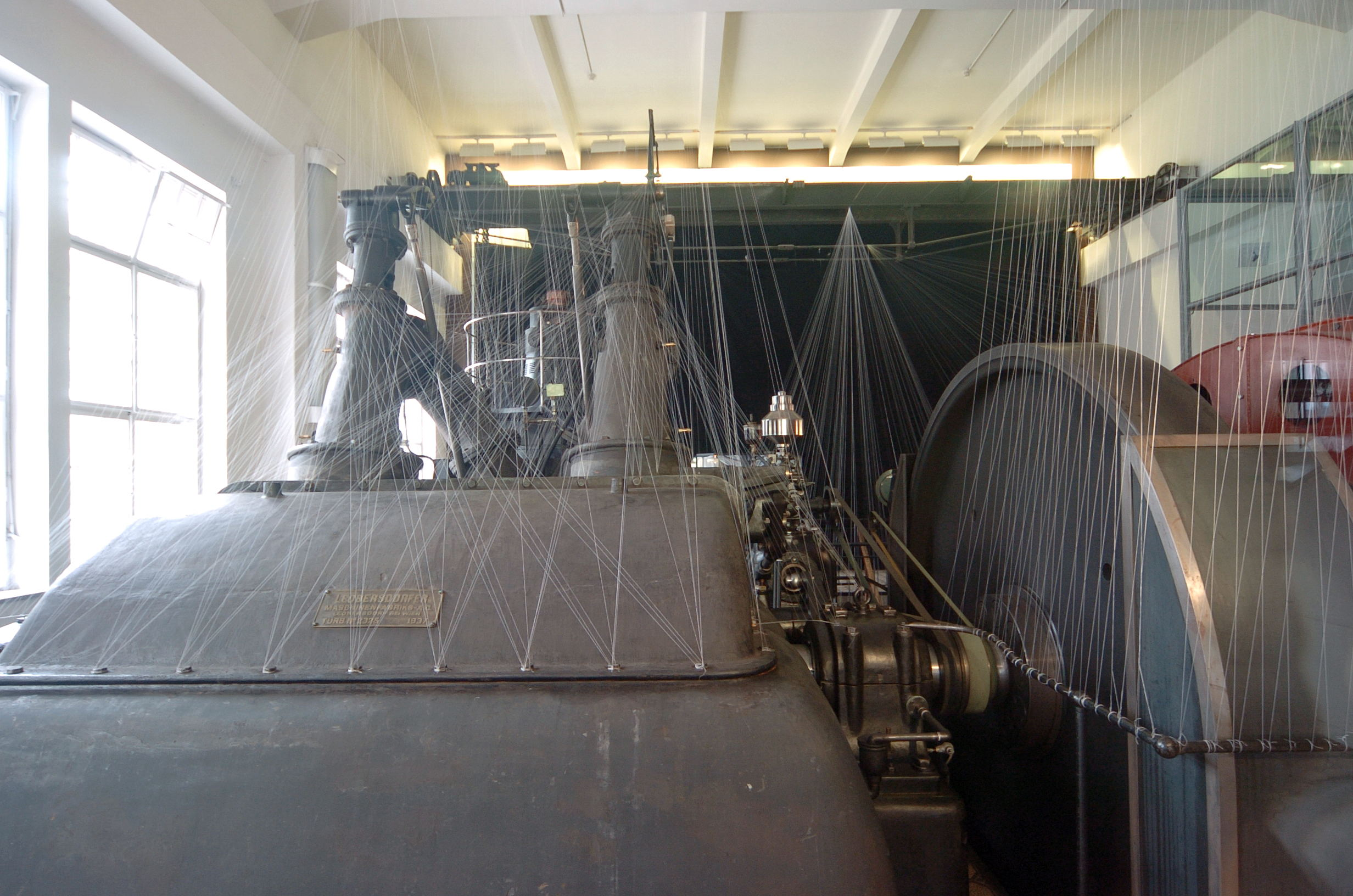
Pelton-Turbine mit gespannten Fäden (2008)

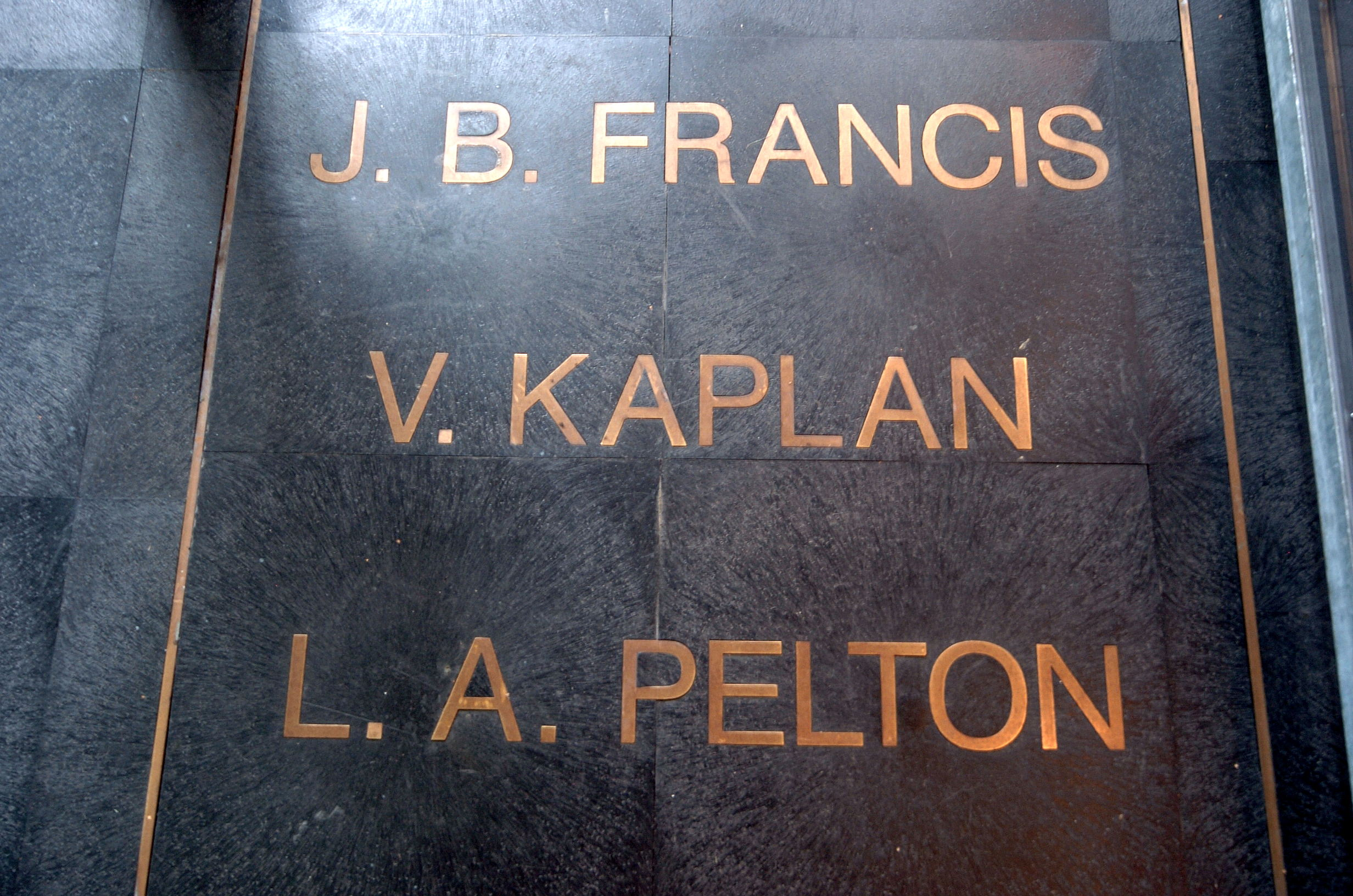
Namen der drei Turbinenerfinder im Boden des Krafthauses

Das Kraftwerk Forstsee ist ein Wasserkraftwerk in Techelsberg am Wörthersee, das im Jahr 1925 als erstes Speicherkraftwerk Kärntens in Betrieb gegangen ist. Es ist tagsüber durch eine Glaswand besichtigbar.
Das von Franz Baumgartner geplante Krafthaus liegt am Ufer des Wörthersees in Saag, einem Ort der Gemeinde Techelsberg am Wörther See. Betreiber des Kraftwerks ist die KELAG.
Das Krafthaus beherbergt ein Schau-Kraftwerk, in dem den Besuchern die Stromerzeugung erklärt wird. Am Forstsee selbst macht nur eine kleine Staumauer die Nutzung seines Wassers zur Stromerzeugung erkennbar.
Die Fallhöhe zum Kraftwerk beträgt etwa 160 m, der nutzbare Speicherinhalt des Forstsees ca. 4,7 Mio. m³, das entspricht einer Erzeugung von etwa 1,6 Mio. kWh.
Die Turbinenleistung des Kraftwerks beträgt 2,4 MW. Die Stromerzeugung in einem Regeljahr beläuft sich auf 3 Mio. kWh.

## Geschichte
Die Idee für den Bau des Speicherkraftwerkes Forstsee hatte Anfang der 1920er Jahre Adolf Wolf, Obmann des Verwaltungsrates des städtischen Elektrizitätswerkes Klagenfurt.
Mit diesem Speicherkraftwerk wollte er den Stromengpass des E-Werkes Klagenfurt im Winter beseitigen. Und von diesem Kraftwerk ausgehend wollte er die vielen lokalen Elektrizitätswerke mit ihren kleinen Netzen zu einem gemeinsamen Mittelkärntner Verbundsystem verbinden. Diese Aufgaben sollte eine eigene Gesellschaft wahrnehmen. Die Schwächen der Stromversorgung in den einzelnen Gemeinden sind im Winter 1921 deutlich geworden. Extremes Niedrigwasser setzte der Stromerzeugung sehr enge Grenzen und ließ die Netze immer wieder zusammenbrechen; besonders betroffen war die Landeshauptstadt.
Nach dem Ende der Monarchie 1918 musste die Energieversorgung auch in Kärnten völlig umgestellt werden. Aus Schlesien wurde keine Kohle mehr geliefert. Strom aus Wasserkraft schien die brauchbare Alternative zu sein. Der Abwehrkampf verhinderte in Kärnten bis Herbst 1920 ein koordiniertes Vorgehen der öffentlichen Elektrizitätswirtschaft. Erst 1922 hat die Kärntner Landeskraftstelle einen Plan über die mögliche energetische Nutzung der heimischen Flüsse und Seen vorgestellt.
Am 28. Jänner 1923 hat in Klagenfurt ein Gründungskomitee die Kärntner Wasserkraftwerke-AG (KÄWAG) aus der Taufe gehoben, mit einem Grundkapital von 600 Millionen Kronen. Sie baute das Kraftwerk Forstsee und errichtete in Mittelkärnten ein Strom-Verbundnetz. Diese Gesellschaft ist 1939 in Kelag umbenannt worden. Aufgrund des 2. Verstaatlichungsgesetzes ist 1948 durch den Zusammenschluss der Kelag und der kommunalen Elektrizitätswerke von Villach, St. Veit, Feldkirchen, Wolfsberg und Spittal die Kärntner Elektrizitätsaktiengesellschaft (Kelag) entstanden.

## Das Krafthaus und Außenanlagen
Das Kraftwerksgebäude ist – nach Plänen des „Wörthersee-Architekten“ Franz Baumgartner – äußerlich und in Details ähnlich einer großen Villa gestaltet, steht seit 1995 unter Denkmalschutz und beherbergt als Krafthaus die Halle für Turbine mit Generator und Pumpe samt Deckenkran mit 8 t Tragkraft sowie getrennte Räume für die Leistungsschaltanlage. Ein mit Glas abgetrennter Teil der Maschinenhalle ist tagsüber frei zugänglich und erlaubt über einen Treppenaufgang auch den Blick von oben auf die Pelton-Zwillings-Turbine. Schautafeln erklären Technik und Geschichte, dass das Kraftwerk heute gänzlich von der Schaltzentrale in Klagenfurt gesteuert wird und nur 1928 bis 1983 (sommers) im Pumpbetrieb genutzt worden ist. Diese Rolle der Energiespeicherung haben größere Pumpspeicherkraftwerke der Kelag übernommen. Etwa jährlich lässt die Kelag das – seit 1998: – Schaukraftwerk künstlerisch bespielen: Die Maschinen wurden 2008 mit Schnüren bespannt, ein anders Mal mit farbigen Leuchten bestückt, belegen aufliegende Kataloge. Auf der Innenseite der großen Nordwand stellte Giselbert Hoke in Email Die Verdrängung des Stieres und des Hirten durch die Maschine in Rot und Schwarz dar. Ebenfalls dauerhaft bleiben die mit Messing in den Terrazzoboden geschriebenen Namensgeber der elektrischen Maßeinheiten, etwa Volta und Hertz.
Im Kraftwerksgebäude ist nun das Sommer-Tages-Cafe Ampere eingerichtet. Auf der Terrasse in einem Glasgehäuse findet sich eine Turbinen-Generator-Kombination ähnlich der Erstbestückung des Kraftwerks sowie eine moderne WC-Anlage. Eine kleine Schiffsanlegestelle mit einigen Liegeplätzen bedingt hier Badeverbot.
Westlich des Krafthauses ist 1967 ein 110-kV-Umspannwerk errichtet worden, ein lokaler Einspeise- und Stromversorgungsknoten. Eine 110-kV-Freileitung führt bergauf über Autobahn und Forstsee nach Norden.

### Sanierung 2020/2021
Von September 2020 bis Mai 2021 soll das Kraftwerk um 3 Millionen Euro saniert und dabei auch die Druckrohre ausgetauscht werden. Zur Begutachtung der Unterwasseranlagen für die Detailplanung war beabsichtigt im Oktober 2019 den Forstsee 15–20 m abzustauen, etwa auf seine natürliche Höhe und im Spätherbst wieder aufzustauen. Auch für die Bauarbeiten ab Oktober 2020 wird der Wasserspiegel wieder abgesenkt.

## Sonstiges
Mit dem Kraftwerk Hornburg bei Klein St. Paul hat Baumgartner noch ein weiteres Kraftwerk im Stil einer Villa in Kärnten geplant.

## Vorfall 2022
Am Mittwochabend, 17. August 2022, kurz vor 21.00 Uhr, kam es zu einem technischen Defekt im Umspannwerk Forstsee, unmittelbar am Kraftwerk. Dadurch fielen beide Generatoren aus. 8000 Haushalte waren ohne Strom, Pörtschach, Velden  und das Westende des Wörthersees waren dunkel. Um 22.50 Uhr wurden alle wieder versorgt. Um 23.00 Uhr kam es bei Umschaltungen zu einem neuerlichen Problem und Stromausfällen. Erst nach Mitternacht gelang wieder eine stabile Versorgung.
Am Folgetag, 18. August 2022, nachmittags kam es durch Orkanböen zu Stromausfällen im Süden Österreichs.